# Hemmingstedt
Hemmingstedt ist eine Gemeinde im Kreis Dithmarschen in Schleswig-Holstein.

## Geografie

### Lage
Hemmingstedt liegt im Zentrum des Kreises Dithmarschen zwischen den Städten Heide und Meldorf an der Bundesstraße 5. Die Nordsee ist mit dem Auto in 20 Minuten zu erreichen. In der Nähe liegt die Autobahnzufahrt Heide-Süd auf die Bundesautobahn 23 in Richtung Hamburg. Hemmingstedt liegt an der Marschbahn und hat hier einen Betriebsbahnhof.

### Gemeindegliederung
Neben Hemmingstedt liegen die Ortschaften Braaken, Dellweg, Hohenheide, Norderwurth, Schwienmoor sowie Volkerswurth im Gemeindegebiet.

### Nachbargemeinden
Nachbargemeinden sind im Uhrzeigersinn im Norden beginnend die Stadt Heide und die Gemeinden Nordhastedt, Epenwöhrden, Nordermeldorf, Wöhrden, Lieth und Lohe-Rickelshof (alle im Kreis Dithmarschen).

## Geschichte
Das Kirchspiel Hemmingstedt wurde 1323 erstmals erwähnt.
In der Schlacht bei Hemmingstedt am 17. Februar 1500 schlugen Dithmarscher Bauern unter Führung von Wulf Isebrand das dänische Heer unter Johann, in Personalunion König von Dänemark, Norwegen und Schweden, und seinem Bruder Friedrich, Herzog von Schleswig und Holstein. Zahlenmäßig waren sie unterlegen. Sie öffneten jedoch die Siele, überfluteten das Land und nutzten ihre Spieße zum Klotstockspringen. Dadurch konnten sie das kaum noch bewegungsfähige Heer immer wieder angreifen und letztlich den Sieg erringen.
Am 1. April 1934 wurde die Kirchspielslandgemeinde Hemmingstedt aufgelöst. Alle ihre Dorfschaften, Dorfgemeinden und Bauerschaften wurden zu selbständigen Gemeinden/Landgemeinden, so auch ihr Hauptort Hemmingstedt.

## Eingemeindungen
Am 1. Januar 1966 wurde die bis dahin selbständige Gemeinde Braaken eingegliedert. Diese gehörte bis 1934 zur Kirchspielslandgemeinde Hemmingstedt.

## Bauwerke

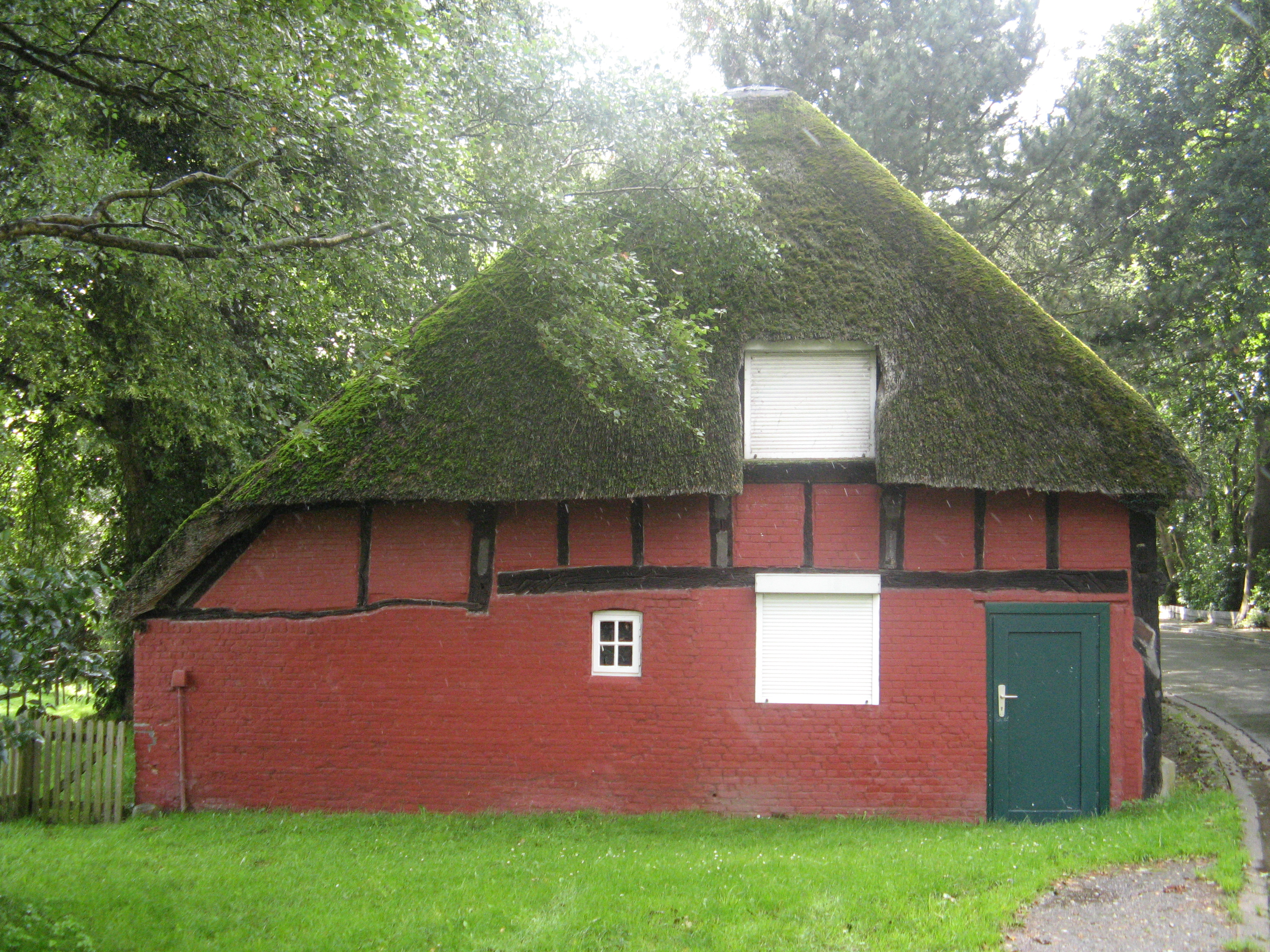
To Osten 6, eines der ältesten Häuser Dithmarschens

Die Marienkirche wurde im 14. Jahrhundert mit Feld- und Ziegensteinen errichtet. Die Figur des gekreuzigten Jesus Christus stammt aus dem 15. Jahrhundert. Die älteste erhaltene protestantische Kanzel der Region und der mit manieristischen Stilelementen versehene Altar stammen von 1560. Die Kirche ist mit zahlreichen in den Jahren 1578/79 angebrachten Geschlechterwappen geschmückt.
Die Windmühle Margaretha stammt von 1858. Sie befindet sich in der Bahnhofstraße 7 und kann besichtigt werden.
In Hemmingstedt befindet sich außerdem eines der höchsten Bauwerke der Westküste, der 175 Meter messende Schornstein der Raffinerie Hemmingstedt.
Weitere sehenswerte Bauwerke stehen in der Liste der Kulturdenkmale in Hemmingstedt.

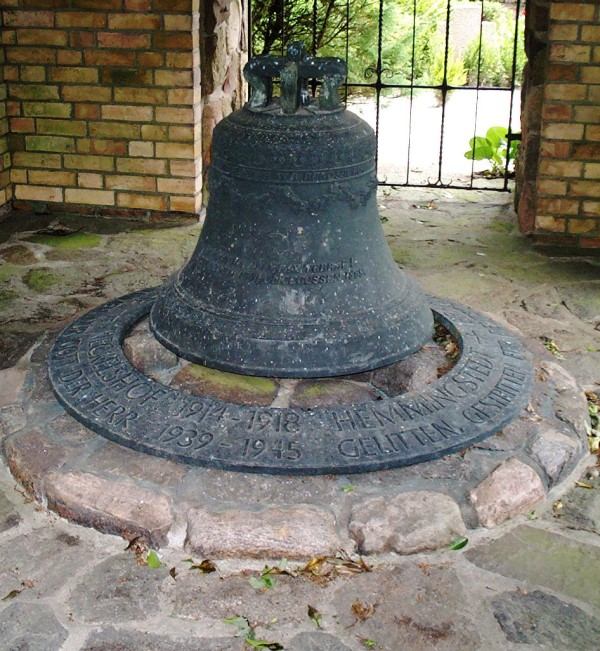
Glockendenkmal in Hemmingstedt

## Politik

### Gemeindevertretung
Bei der Kommunalwahl am 14. Mai 2023 wurden insgesamt 17 Sitze vergeben. Von diesen erhielt die Wählergemeinschaft Hemmingstedt neun Sitze, die CDU fünf Sitze und die SPD drei Sitze.

### Wappen
Blasonierung: „Gesenkt geteilt. Oben in Silber, wachsend und schräg gekreuzt, eine an der Kreuzungsstelle zerbrochene, das holsteinische Nesselblattfähnchen tragende schwarze Lanze und eine schwarze Hellebarde, unten in Rot ein goldener Brand.“

## Wirtschaft

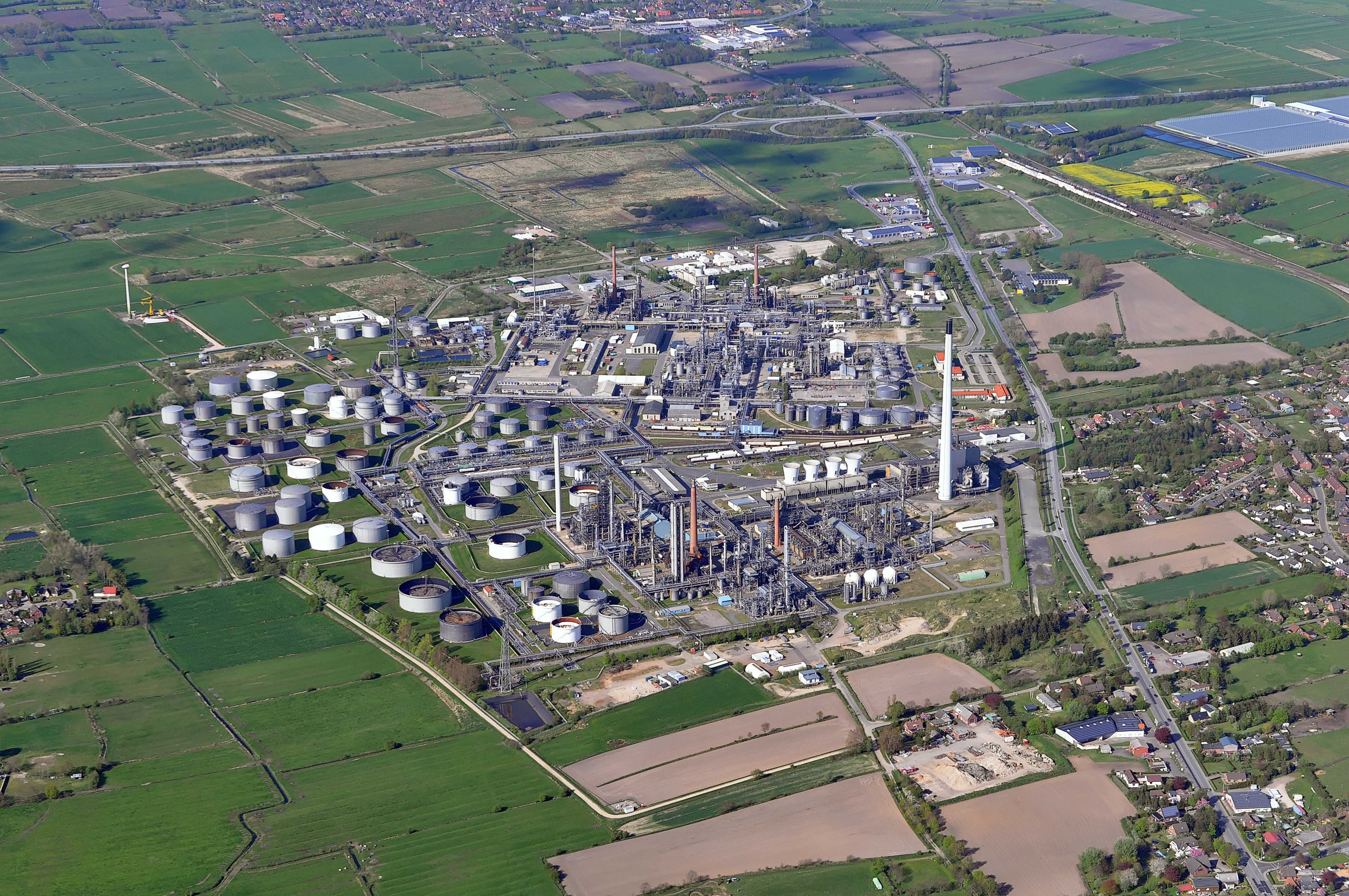
Luftbild der Raffinerie (Mai 2012)

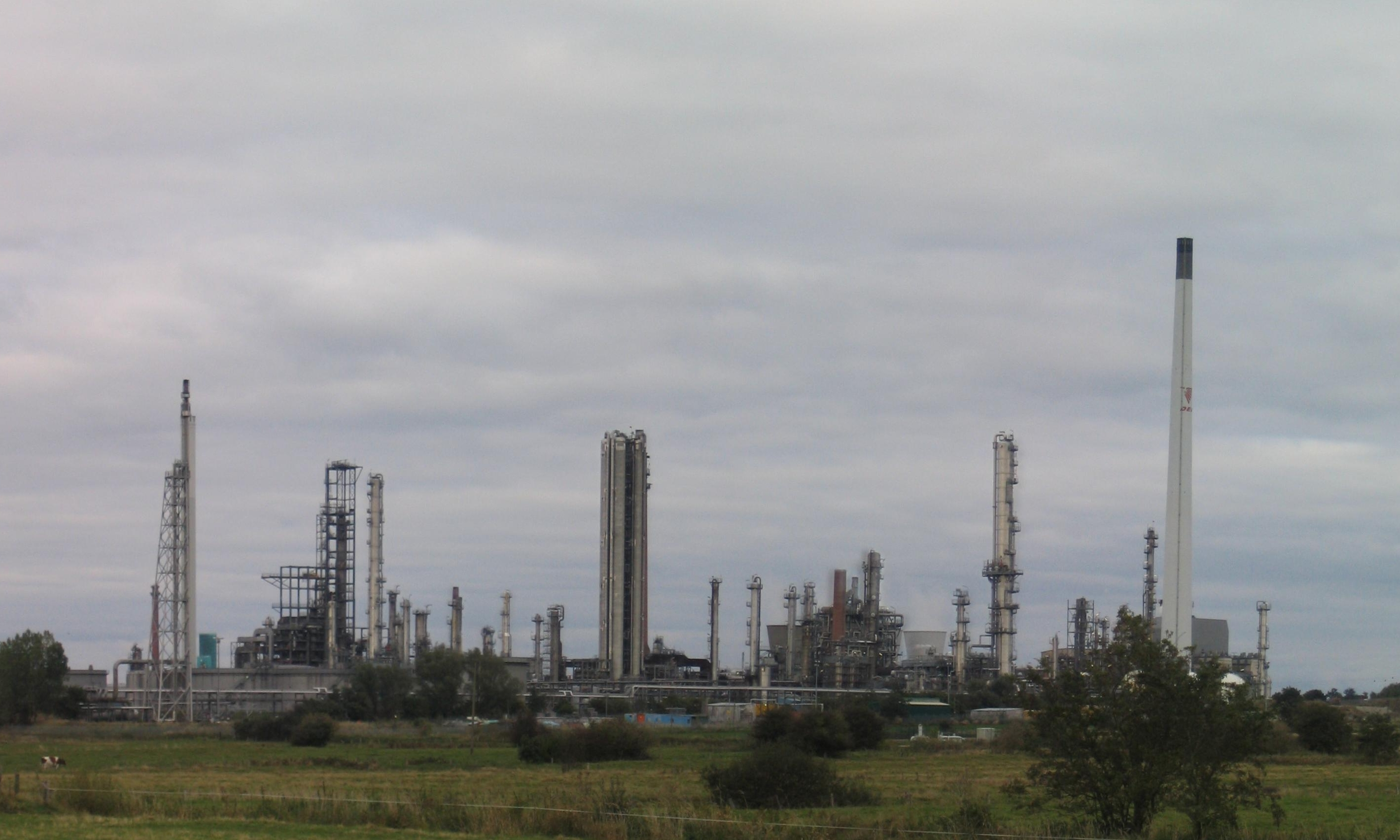
Raffinerie Hemmingstedt

In Hemmingstedt steht eine Erdölraffinerie. Die Raffinerie Heide ist einer der größten Arbeitgeber im Kreis und Grund dafür, dass auf Hemmingstedt als eine der wenigen Dithmarscher Gemeinden im Zweiten Weltkrieg Bombenangriffe geflogen wurden, mit entsprechenden Auswirkungen auf das Stadtbild. In der Raffinerie, die ehemals der DEA, der Shell gehörte und seit 2010 vom US-Investor A. Gary Klesch gehalten wird, werden im Jahr etwa vier Millionen Tonnen Rohöl verarbeitet. Dabei entstehen unter anderem Dieselkraftstoff, leichtes Heizöl, Flugturbinenkraftstoff und Grundstoffe für die chemische Industrie (Ethylen, Benzol, Ethylbenzol). Diese wird von der Band Turbostaat im Lied "Hemmingstedt" besungen.
Kam das Öl ursprünglich aus dem Ölfeld zwischen Hemmingstedt und Heide, so kam später über den Hafen Brunsbüttel importiertes Öl hinzu. 1991 versiegte das Feld bei Hemmingstedt, mittlerweile kommt aber etwa ein Drittel des Rohstoffs aus dem im nahen Watt gelegenen Ölfeld Mittelplate.

## Verkehr
Der Bahnhof Hemmingstedt liegt an der Marschbahn und dient als Betriebsbahnhof. Die Einrichtung eines Personenbahnhofes ist für frühestens 2027 vorgesehen.

## Persönlichkeiten
- Hermann Pook (1901–1983), SS-Obersturmbannführer und als leitender Zahnarzt Vorgesetzter der Zahnärzte in Konzentrationslagern, praktizierte nach Kriegsende als niedergelassener Zahnarzt in Hemmingstedt
- Holger Christiansen (* 1957), Mediziner und Hochschullehrer